# Liesbet Bollaerts
Liesbet Bollaerts (Merksem, 21 juni 1991) is een Belgisch korfbalster. 

## Spelerscarrière
Bollaerts begon met korfbal in de jeugd bij Kwik. Ze doorliep de jeugdteams om in seizoen 2008-2009, op 17-jarige leeftijd, haar debuut te maken in het eerste team van de club.
Bollaerts zag in haar eerste seizoenen in de top van België vaak andere teams in finales terecht komen, zoals Boeckenberg en Scaldis, maar vanaf seizoen 2016-2017 ging Kwik zich ook met de finales inmengen.
Zo stond Kwik in 2016-2017 in de Belgische veldfinale. Kwik won de eindstrijd. Voor Bollaerts was dit de eerste grote prijs.
In het seizoen erna, 2017-2018, stond Kwik voor het 2e jaar op rij in de veldfinale. Kwik stond tegenover Boeckenberg en won ook deze finale, waardoor het de veldtitel prolongeerde.
In seizoen 2018-2019 was het ook raak in de zaalcompetitie. Kwik stond in de finale en kwam tegenover Borgerhout te staan. Kwik won de eindstrijd met 18-14 en zodoende was Bollaerts nu ook de Belgische zaalkampioen.
Daarnaast maakte ze van 2018 t/m 2019 deel uit van het Belgisch korfbalteam. Ze nam ze onder meer deel aan het Europees kampioenschap van 2018 en het wereldkampioenschap van 2019.

## Erelijst
- Landskampioen zaalkorfbal: 1x (2019)
- Landskampioen veldkorfbal: 2x (2017, 2018)
- Beste Korfbalster van het Jaar: 1x (2018)